# Bruno Mazzaggio
Bruno Mazzaggio (Agugliaro, 20 aprile 1897 – ...) è stato un militare e politico italiano.

## Biografia
Mazzaggio prese parte alla prima guerra mondiale come sottotenente di fanteria sul Monte Grappa al comando di un reparto di artiglieria. Nello stesso reparto servì uno dei suoi fratelli che cadde in combattimento contro gli austriaci. Durante la sesta battaglia dell'Isonzo, a Brestovizza il 22 agosto 1917 sul fronte del Carso fu ferito alla testa, ciononostante rifiutò di farsi medicare per continuare a seguire le operazioni. Fu decorato con la medaglia d'argento al valor militare.
In qualità di federale del PNF di Vicenza nel 1939 fu nominato Consigliere nazionale del Regno d'Italia.
Seniore della Milizia Volontaria per la Sicurezza Nazionale, fu richiamato durante la seconda guerra mondiale fu posto al comando del forte di Osoppo che resse fino all'armistizio dell'8 settembre 1943 quando trattò la resa coi tedeschi del proprio distaccamento.
Con l'arrivo dei tedeschi in città, al dottore Edoardo Fanton, che insisteva per andargli incontro per accoglierli ordinò di non muoversi.
Nei giorni successivi Mazzaggio iniziò a raggruppare attorno a sé i fascisti di Vicenza e il 17 di settembre 1943 costituì ufficialmente il Partito Fascista Repubblicano di Vicenza. Sul Giornale di Vicenza ribadì la rinnovata alleanza con la Germania e distensivamente annunciò per il futuro " nessuna imposizione nessuna vendetta ma una volontà tesa ad una fervida fusione fra popolo e soldati ed una pronta collaborazione con le autorità e le forze armate tedesche”. Contro il moderato Mazzaggio iniziò rapidamente a coagularsi una opposizione attorno a Giovanni Battista Caneva, ex responsabile dell’Ufficio Sindacale della Federazione di Vicenza. I frondisti si riunirono per qualche tempo all'Albergo Due Mori finché non si decisero a chiedere le dimissioni di Mazzaggio giudicato troppo accomodante.
Il 12 novembre 1943 Mazzaggio si dimise e fu sostituito da Caneva anche se i giorni seguenti prese parte al Congresso di Verona del Partito Fascista Repubblicano come delegato di Vicenza.
Mazzaggio si recò quindi a Gargnano per un incontro e Mussolini lo promosse alla guida del Partito Fascista Repubblicano di tutto il Veneto, ma Mazzaggio rifiutò. Secondo la testimonianza del fratello Aldo Mazzaggio resa nel 1984, rifiutò in quanto non intendeva porsi "agli ordini di qualche caporale tedesco".
Nel dicembre fu comunque nominato vicecommissario governativo dell'AGIP appena trasferitasi a Milano, il commissario e amministratore delegato era l'ingegnere Carlo Zanmatti.